# Bocksdorf
Bocksdorf (ungerska: Baksafalva, kroatiska: Pukštrof) är en ort och kommun i förbundslandet Burgenland i Österrike. Kommunen har 807 invånare (2024), på en yta av 9,99 km².